# Керзон, Джордж Натаниэл
Джордж Ната́ниэл Ке́рзон, также Джордж Натание́л Керзо́н (англ. George Nathaniel Curzon; полный титул Джордж Натаниэл Керзон, 1-й маркиз Керзон Кедлстонский, англ. George Nathaniel Curzon, 1st Marquess Curzon of Kedleston; 11 января 1859, Кедлстон-Холл, Дербишир — 20 марта 1925, Лондон) — видный английский публицист, путешественник и государственный деятель. Вице-король Индии (1899—1906), министр иностранных дел Великобритании (1919—1924), лидер палаты лордов (1916—1925), лорд-председатель Совета (1916—1919, 1924).

## XIX век
Старший сын 4-го барона Скарсдейла, член палаты общин, консерватор; выступал преимущественно по вопросам иностранной, особенно восточной политики.
В 1891—1892 годах был помощником министра по делам Индии. С 1895 года — в кабинете маркиза Солсбери занимал пост заместителя министра иностранных дел и был главным руководителем политики Англии в Азии. В 1898 году был пожалован титулом «барон Керзон из Кедлстона» в графстве Дербишир (пэрство Ирландии). В январе следующего года барон был назначен вице-королём Индии. На этом посту осуществил налоговую реформу, много внимания уделял проблеме сохранения древних индийских памятников: благодаря Керзону был спасён от разрушения и отреставрирован Тадж-Махал. В 1903 году влил Публичную библиотеку Калькутты, существовавшую с 1836 года, в Имперскую библиотеку, созданную в 1891 году; в 1948 году она была переименована в Национальную библиотеку Индии и ныне является самой большой библиотекой в стране.
Барон Керзон считался крайним тори. В вопросе о защите границ Британской империи и интересов Англии в Азии он был горячим защитником теории буферных государств (Buffer-states); эти взгляды высказаны им в статье «India between two fires» («Nineteenth Century», 1893). Керзон был также сторонником Японии и антагонистом Китая, к которому он считал необходимым применять твёрдую политику. Вопрос о безопасности Индии, по мнению Керзона, был основным для государственной политики Англии.

## Поздние годы
В 1908—1925 гг. был членом палаты Лордов от Ирландии, занимал должности лорда-хранителя печати, лидера палаты Лордов, лорда-председателя Тайного совета. В 1911 году был возведён в графское звание с титулом «граф Керзон Кедлстонский» в пэрстве Соединённого Королевства.
В 1921 году стал маркизом — Marquess Curzon of Kedleston (Маркиз Керзон Кедлстонский).
В 1919—1924 на посту министра иностранных дел Великобритании стал одним из организаторов интервенции против Советской России. Во время советско-польской войны в июле 1920 направил Советскому правительству ноту, в которой требовал остановить наступление Красной Армии по линии, рекомендованной Верховным советом Антанты в декабре 1919 в качестве восточной границы Польши («Линия Керзона»).
На Лозаннской конференции 1922—1923 добился решения вопроса о черноморских проливах, согласно которому черноморские страны были лишены каких-либо особых прав.

### Нота Керзона
Направил меморандум (известен как нота или ультиматум Керзона) правительства Великобритании, содержавший угрозу полного разрыва отношений с СССР и вручённый НКИД РСФСР 8 мая 1923 года.
Меморандум обвинял советское правительство в нарушении условий англо-русского торгового договора 1921 года — прежде всего, в части о недопущении антибританской пропаганды на Востоке: нота утверждала, что российские политические агенты в Персии, Афганистане и Индии продолжают вести подстрекательскую кампанию против Британии. Кроме того, нота гласила (пункты 21 и 22): «В течение прошлого года имел место в России ряд событий, поведших к процессу, осуждению и неоднократно казни выдающихся русских священнослужителей, занимающих высокие посты в иерархии православной и католической церквей в России. <…> В самой России, однако, не делается никакой попытки отрицать, что эти преследования и казни являются частью сознательной кампании, предпринятой советским правительством с определённой целью уничтожения всякой религии в России и замены её безбожием. Как таковые, эти деяния вызвали глубокий ужас и негодующие протесты во всём цивилизованном мире.<…>» В связи с религиозными преследованиями нота упоминала арестованного и приговорённого ранее к смертной казни католического архиепископа Яна Цепляка, расстрелянного прелата Константина Буткевича, а также находившегося тогда под стражей и следствием патриарха Тихона.
Нота уведомляла о неизбежности разрыва отношений в случае неудовлетворения всех требований и претензий в течение 10 дней со дня её получения.
Советское правительство 11 мая 1923 года отвергло британский ультиматум и инспирировало массовые демонстрации.
14 мая 1923 года в Лондоне был получен официальный ответ правительства РСФСР за подписью заместителя наркома иностранных дел Литвинова; нота не отрицала, что «Советское правительство <…> действительно посылало деньги своему представителю в Персии, и делало оно это вполне открыто через лондонские же банки» (пункт 7), но отвергала большинство претензий, ссылаясь, в частности, на то, что действительно имеет место «ненормальность нынешних отношений и недостаточность существующей базы соглашения» (пункт 8); нота также гласила: «Несмотря на повторные недоразумения, Советские республики высоко ценят нынешние отношения с Великобританией и ищут сохранения и развития их в интересах всеобщего мира <…> и поэтому готовы на самое благожелательное и миролюбивое разрешение существующих конфликтов <…> Российское правительство заявляет, что оснований для разрыва сношений нет <…>» (пункты 15 и 16); в заключение нота предлагала британскому правительству переговоры (пункт 17). Номер «Известий» от 15 мая, где был опубликован текст ответной ноты, также печатал «Обращение русского духовенства» за подписью обновленческого митрополита Московского Антонина (Грановского) и других, где утверждалось, что в России имеет место беспрецедентная для страны свобода религии.
17 мая того же года Керзон принял полпреда Красина, изложив ему вновь требования британской стороны.
Советское правительство уже 23 мая выразило готовность принять почти все требования Керзона. «Нашумевший конфликт с Англией кончился тихо, мирно и позорно. Правительство пошло на самые унизительные уступки, вплоть до уплаты денежной компенсации за расстрел двух английских подданных, которых советские газеты упорно называют шпионами» (11 июля 1923, Михаил Булгаков).

## Путешествия и сочинения

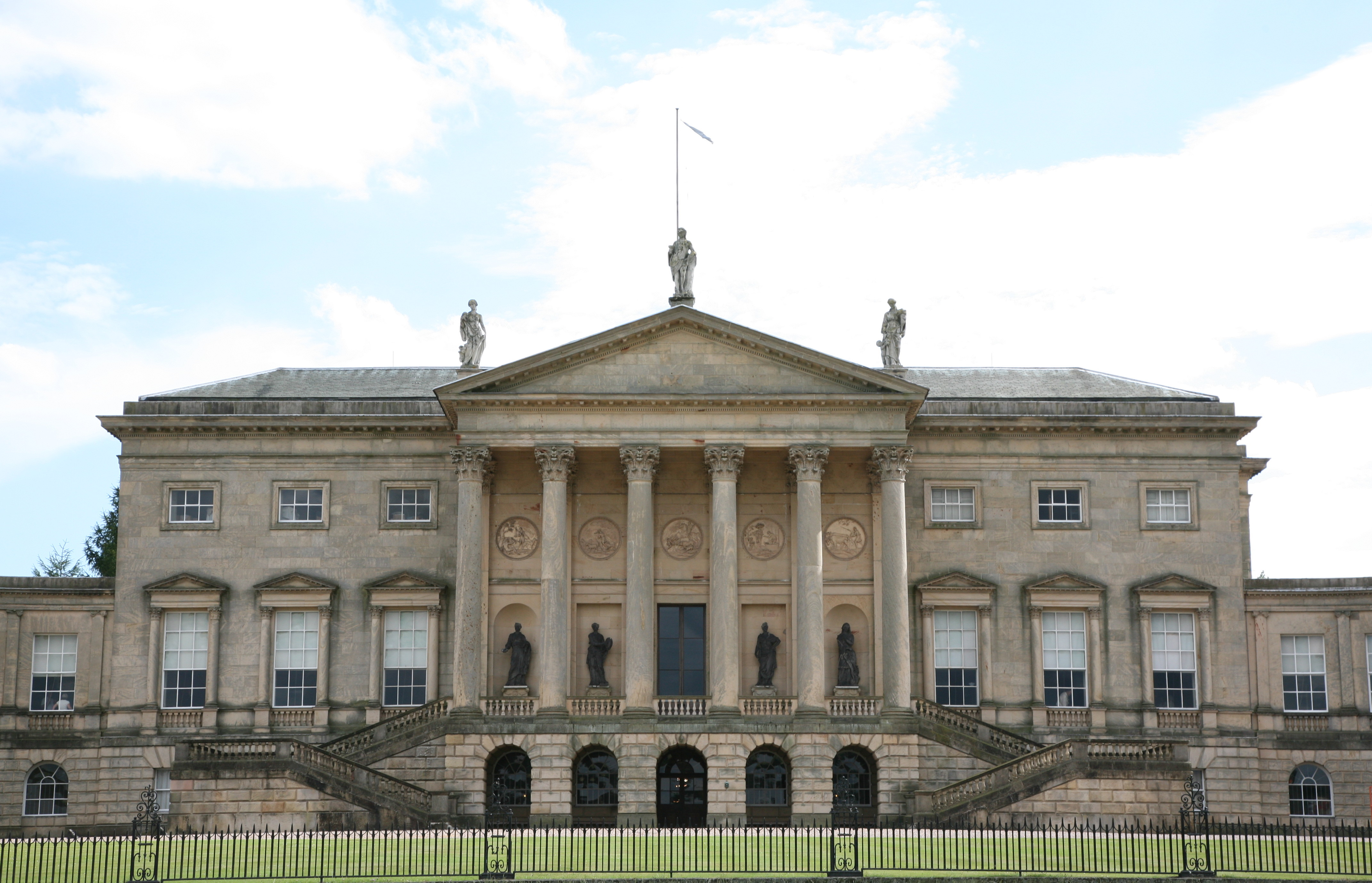
Усадьба Кедлстон-холл, в которой родился лорд Керзон

Писал статьи с Дальнего Востока и из русских закаспийских владений. Приведённые в систему, последние составили большой труд «Russia in Central Asia in 1889 and the Anglo-Russian question» (Лондон, 1889). В качестве специального корреспондента «Times» объездил Персию и написал «Persia and the Persian question» (Лондон, 1892). В 1893 году предпринял новое путешествие на Дальний Восток, объехал Бирму и весь Индокитай, посетил Японию, Корею и Китай. В 1894 году опубликовал первую половину описания своего путешествия: «Problems of the Far East. Japan, Korea, China» (Лондон, 1894, 2 изд., 1896).

## Семья
Джордж был дважды женат. В первом браке с 1895 года с Мэри Викторией Лейтер, родившей ему троих дочерей: Мэри Ирену, Синтию и Александру Налдеру. Этот союз был счастливым, и смерть жены была для Джорджа большой потерей. Во втором браке с 1917 года с Грейс Эльвиной Хиндс, брак был бездетным.